# Římskokatolická farnost Podolí u Brna
Římskokatolická farnost Podolí u Brna je územní společenství římských katolíků s farním kostelem svatého Jana Nepomuckého v obci Podolí. Samotná farnost vznikla 1. března 1911 vydělením ze šlapanické farnosti.

## Duchovní správci
- P. Josef Blažek (1911–1940)[2]
- P. František Klempa (1940–1950)
- P. ThDr. Ing. Pavel Kopeček, Th.D. (od 1. srpna 2003)[3] S platností od srpna 2018 byl ve farnosti ustanoven farářem R. D. doc. Dr. Petr Mareček, Th.D.[4]

## Bohoslužby
| Kostel            | Místo  | Bohoslužba (den)                                 | Hodina | Poznámka     |
| ----------------- | ------ | ------------------------------------------------ | --- | ------------ |
| sv. Jan Nepomucký | Podolí | neděle pondělí úterý středa čtvrtek pátek sobota | 8.00 (červen až září)/9.00 (říjen až květen) 7.00 18.00 (zima)/19.00 (léto) 7.00 18.00 (zima)/19.00 (léto) 7.00 | farní kostel |

## Aktivity ve farnosti
Ve farnosti probíhá výuka náboženství, aktivní jsou modlitební společenství dětí, mládeže i dospělých. Působí zde Sekulární františkánský řád (františkánští terciáři). O nedělích je v provozu farní knihovna.
Farnost se účastní akce Tříkrálová sbírka. V roce 2015 se při ní vybralo 37 804 korun.
Na 12. listopad připadá Den vzájemných modliteb farností za bohoslovce a bohoslovců za farnosti brněnské diecéze. Adorační den se koná 19. března.